# Пахиподиум Жайи
Пахиподиум Жайи (лат. Pachypodium geayi) — вид растений рода Пахиподиум (Pachypodium) семейства Кутровые (Apocynaceae), произрастающий на территории Мадагаскара.

## Название
Родовое латинское (научное) название Pachypodium происходит от греч. «παχύ» – толстый и «ποδιυμ» – нога.
Видовой латинский эпитет дан в честь Мартина Франсуа Жайя (фр. Martin François Geay, 1859—1910), французского фармацевта и путешественника.
Народное название — «мадагаскарская пальма».

## Описание

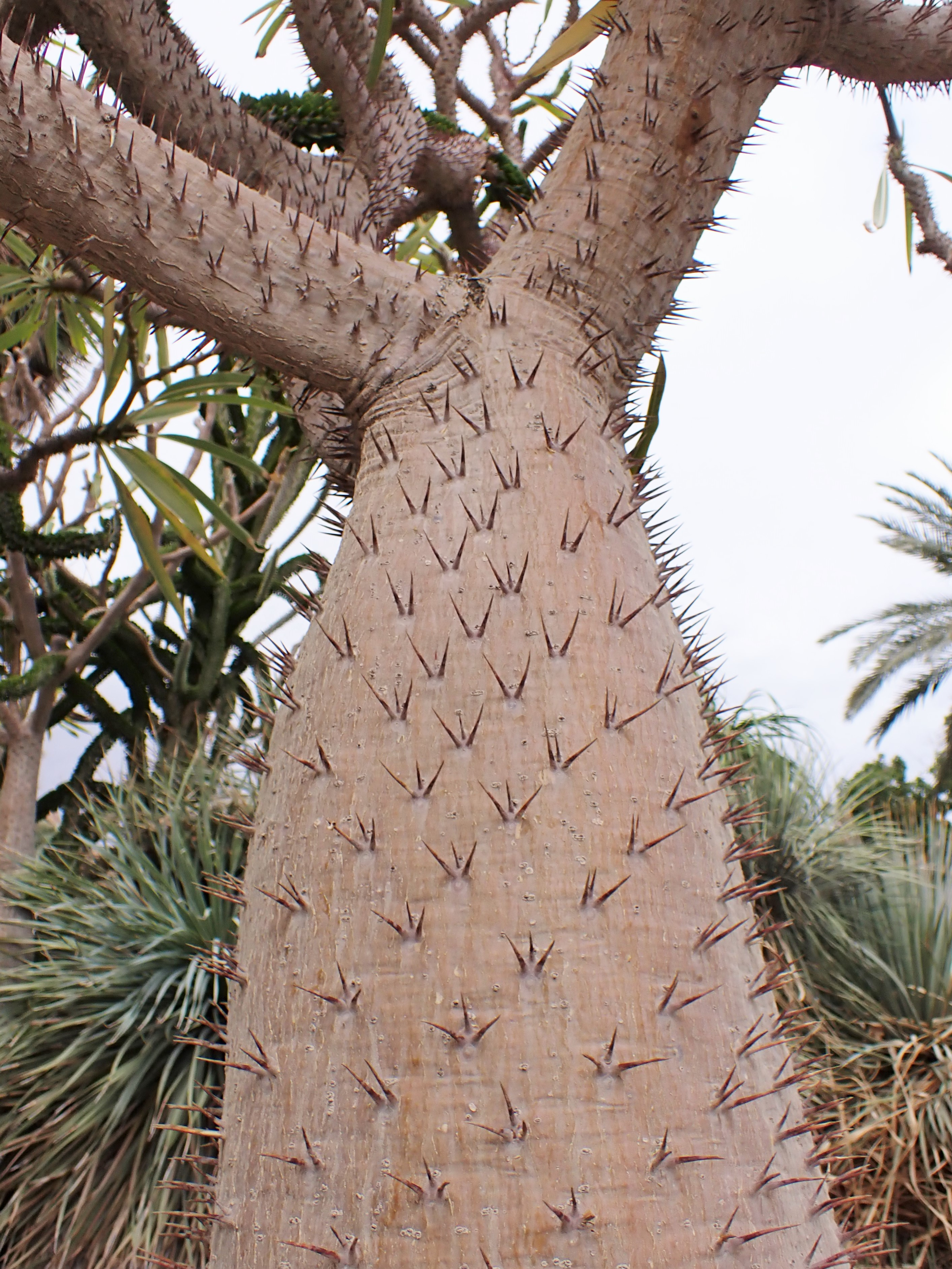
Колючий ствол

Клубневидное растение, достигает высоты от 3 до 6 м. Ствол толстый и покрыт колючками. Молодое растение напоминает пахиподиум Ламера, но имеет более узкие листья с опушением шириной от 10 до 30 мм. Молодые колючки сероватого цвета, с черными кончиками. Цветки белые с желтой серединой.

## Распространение
Произрастает на Юго-Западе Мадагаскара, включая местности Тулиара, Леу-венберг, Рапанариво, Мон-Элива, Махафали, Бетиоки, Циманампецоца, Менарандра, Манамбово, Ампанихи, Циомбе, Антананариву и Тулеар.
Растение встречается на различных типах почвы и местообитаниях, включая песчаную почву в старых дюнах у моря, известняковые породы, сланцы и красную песчаную почву в низком открытом сухом лесу. Оно часто сосуществует с другими растениями, такими как Didierea madagascariensis, Alluaudia procera, Adansonia za, Euphorbia stenoclada, Delonix floribunda, Cedrelopsis grevei и Fernandoa madagascariensis.

## Таксономия
Pachypodium geayi Costantin & Bois, первое упоминание в Compt. Rend. Hebd. Séances Acad. Sci. 145: 269 (1907).

## Выращивание

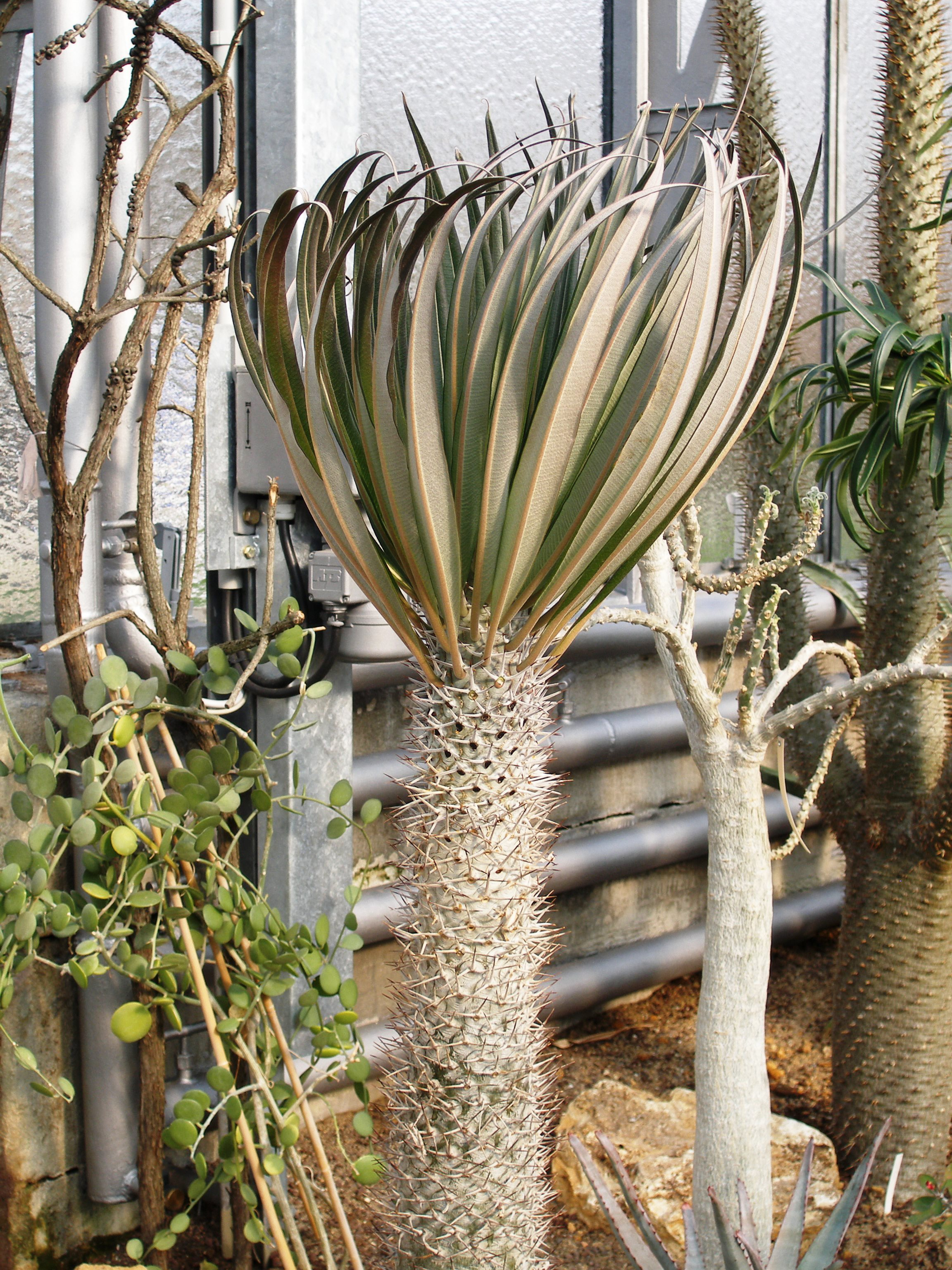
В культуре

Растение предпочитает яркий прямой солнечный свет без затенения, но также может расти в полутени, хотя в этом случае оно может вытягиваться и становиться менее декоративным. Для выращивания растения рекомендуется выбрать окна с южной, юго-западной или юго-восточной экспозицией. Летом горшок с растением можно выносить на свежий воздух в теплое и хорошо освещенное место, приучая его постепенно к новым условиям, чтобы избежать ожогов. Важно поддерживать достаточную температуру воздуха и почвы, а также избегать сквозняков. Летом температура может быть даже выше 30°C, зимой не должна опускаться ниже 16°C.
В домашних условиях растение обычно достигает высоты 0,5-0,6 м.